# Виедма
Вие́дма (на испански: Viedma, ˈbjeðma) е град в провинция Рио Негро, Аржентина. Градът е административен център на провинцията и на департамента Адолфо Алсин. Населението му е 46 948 души (по данни към 2001 г.).

## История
На 22 април 1779 г. на мястото, където сега е разположен градът, испанският пионер Франсиско де Виедма и Нарваес основава форт. На противоположния северен бряг на река Рио Негро e основан град – съвременният Кармен де Патагонес. Фортът получава името Нуестра Сеньора дел Кармен (на испански: Nuestra Señora del Carmen). Първоначално градът и фортът били едно цяло и градът се нарича Мерседес де Патагонес (на испански: Mercedes de Patagones). През XIX век, по време на завладяването на Патагония (на испански: Conquista del Desierto), Виедма става неин административен център. По късно, след разделянето на Патагония на по-малки административни единици, градът става столица на националната територия Рио Негро (1900).
Настоящето си име градът получава през 1878 г.
През 1955 г. е образувана провинция Рио Негро и Виедма става нейна столица.
През 1987 г. аржентинското правителство предлага план за преместване на столицата на страната от Буенос Айрес във Виедма. Но след оставката на президента и автор на идеята за преместване Раул Алфонсин проектът е изоставен.

## Съвременен период
Понастоящем Виедма е важен промишлен и туристически център с развита инфраструктура.

## Личности
Българският плувец Петър Стойчев е удостоен с титлата почетен гражданин на град Виедма.